# Хёдд
«Хёдд» — норвежский футбольный клуб из города Ульстейнвик. Клуб был основан в 1919 году, является обладателем Кубка Норвегии 2012 года. «Хёдд» также 6 раз участвовал в розыгрышах высшей лиги Норвегии.

## История
«Хёдд» был основан 1 августа 1919 года. Название клуба происходит от имени Хёд, одного из богов в скандинавской мифологии. До Второй мировой войны футбольная команда не была способна конкурировать с двумя другим крупными клубами в регионе: «Роллоном» и «Олесунном». Впервые «Хёдд» вышел в Landsdelserien (второй уровень в системе футбольных лиг Норвегии) в 1950 году и был близок к продвижению в Hovedserien в сезонах 1951/52 и 1958/59, но проиграл в матчах плей-офф «Ранхейму» и «Браге» соответственно. «Хёдд» также достигал третьего раунда в розыгрышах Кубка Норвегии несколько раз в течение 1950-х годов, где уступал командам из первого эшелона.
Впервые «Хёдд» добился повышения в Первый дивизион по итогам сезона 1965 года, когда он выиграл свою группу, опередив «Русенборг» и «Бранн» по разнице мячей, после того, как «Русенборг» проиграл 1:2 «Бранну» в решающем матче в то время, как «Хёдд» разгромил «Квик» из Тронхейма со счётом 8:2 на стадионе Леркендал. Главной звездой команды в то время был Хьетиль Хасунн, также в «Хёдде» выделялись Халбьорн Хасунн, Ханс Гисле Хольстад, Ян Ульфстейн, Тор Мейнсет и Отто Сунгот. Как небольшому клубу из местечка на окраине Норвегии, «Хёдду» норвежские средства массовой информации предрекали вылет в дебютном же сезоне на высшем уровне. Они оказались правы, и «Хёдд» действительно покинул Первый дивизион по итогам чемпионата 1966 года. Все игроки остались в клубе после вылета, и «Хёдд» вновь добился повышения в Первый дивизион в сезоне 1968 года.
После своего возвращения в Первый дивизион «Хёдд» вновь был вовлечён в борьбу за выживание. К концу чемпионата 1969 года на спасительное восьмое место претендовали три команды, помимо «Хёдда» это были «Старт» и «Люн». В последнем туре «Хёдд» выиграл со счётом 3:1 у «Сарпсборга» в то время, как «Старт» победил «Люн» с результатом 2:0 в свою пользу. Эти результаты позволили «Хёдду» подняться на заветную строчку, он набрал одинаковое количество очков со своими конкурентами, но опередил их за счёт лучшей разницы мячей. Вылет «Люна» стала неожиданностью, так как клуб в предыдущем сезоне выиграл чемпионат и кубок страны, а также играл в четвертьфинале Кубка кубков УЕФА 1968/69 против испанской «Барселоны». В 1969 году «Хёдд» впервые достиг четвертьфинала Кубка Норвегии, где уступил со счётом 1:3 «Фредрикстаду». В следующем сезоне «Хёдд» также чудом и снова за счёт лучшей разницы мячей сумел избежать вылета после того, как разгромил 6:0 «Порс Гренланн» в последнем туре в то время, как «Шейд» проиграл (0:1) «Стрёмсгодсету» и покинул лигу. В чемпионате 1971 года «Хёдд» разгромил со счётом 5:0 «Фригг» в предпоследнем туре и в итоге избежал вылета, опередив «Фригг» на два очка. После четырёх сезонов на высшем уровне «Хёдд» покинул его по итогам чемпионата 1972 года.
После выступлений во Втором дивизионе на протяжении 1970-х годов «Хёдд» по итогам сезона 1980 года вылетел в третью по значимости лигу Норвегии, в которой он не играл с 1964 года. Под руководством главного тренера Терье Скарсфьорда команда смогла вернуться во Второй дивизион и достичь четвертьфинала Кубка Норвегии в 1981 году, где встретилась дома с действовавшим обладателем титула «Волеренгой». «Хёдд» забил первым, но в итоге уступил со счётом 1:2. За матчем наблюдали 12 300 зрителей, что является рекордом посещаемости для клуба. В 1985 году в «Хёдде» заявили о себе юные футболисты Ян Оге Фьёртофт и Бёрре Мейнсет, но в 1987 году команда вновь вылетела в Третий дивизион, где провела следующие два года.
«Хёдд» вышел в четвертьфинал Кубка Норвегии в 1994 году, где уступил в дополнительное время (3:5) «Люну», в том же году он под руководством Эрика Бракстада выиграл свою группу в Первом дивизионе и вышел в Типпелигу. В четвёртом раунде Кубка Норвегии 1995 года «Хёдд» дома переиграл действовавшего обладателя трофея «Мольде» со счётом 2:0. Команда в том турнире достигла полуфинала, в котором уступила по сумме двух встреч 1:7 «Русенборгу» (0:5 дома и 1:2 в гостях). По итогам же чемпионата «Хёдд» вылетел обратно в Первый дивизион, где он за исключением 2000 года (понижение во Второй дивизион) играл вплоть до 2006 года. Тогда он вновь вылетел во Второй дивизион, являясь при этом рекордсменом по количеству сезонов на втором уровне системы футбольных лиг с 1963 года. «Хёдд» нанял на должность главного тренера Стуре Фладмарка, ставшего тренером года в 2002 году в Типпелиге, чтобы тот помог команде вернуться в Первый дивизион в 2007, что и произошло. Сезон 2008 года «Хёдд» начал с победы над «Сарпсборгом 08», после чего набрал лишь шесть очков в следующих 16 матчах лиги. С девятью очками в копилке и семью поражениями подряд «Хёдд» уволил Фладмарка в августе 2008 года.
Эйнар Магне Шкеде и Ларс Арне Нильсен заменили Фладмарка, но не смогли спасти команду от вылета. Шкеде и Нильсен остались на своём посту и в 2009 году, когда «Хёдд» занял третье место во Втором дивизионе. После этого Нильсен продолжил работать в клубе в качестве единственного главного тренера в 2010 году, когда команда сумела добиться возвращения в Первый дивизион. «Хёдд» успешно начал сезон 2011 года, а 22 мая он прервал свою 29-матчевую серию без поражений  после того, как в гостях уступил «Саннефьорду». «Хёдд» располагался на втором месте в середине чемпионата, но опустился на восьмое место к его финишу.
В следующем сезоне «Хёдд» стартовал неудачно, имея после восьми туров три очка с 21 пропущенными мячами, после чего он выдал шестиматчевую беспроигрышную серию в лиге. «Хёдд» оставался в зоне вылета на протяжении почти всего сезона и избежал понижения благодаря лучшей разницы мячей по сравнению с «Тромсдаленом».
В 2012 году «Хёдд» выиграл свой первый трофей. Команда, которая была аутсайдером во второй по значимости лиге, стала сенсацией в истории Кубка Норвегии, выйдя в финал турнира. Их соперником в решающем поединке стал «Тромсё», занявший четвёртое место в Типпелиге. После того, как основное и дополнительное время завершилось со счётом 1:1 судьба трофея решалась в серии пенальти, в которой «Хёдд» оказался сильнее со счётом 4:2. Вратарь победителей Орьян Ниланд был назван игроком матча, а Фредрик Эурснес стал самым молодым обладателем Кубка Норвегии в возрасте 16 лет и 351 дня.
В следующем году «Хёдд» не смог защитить свой титул обладателя Кубка Норвегии, в третьем раунде уступив по пенальти «Мольде», в составе которого играл прежний вратарь «Хёдда» Орьян Ниланд. Благодаря же прежней победе в Кубке Норвегии «Хёдд» дебютировал в еврокубках. Во втором квалификационном раунде Лиги Европы УЕФА 2013/14 «Хёдд» одержал домашнюю победу со счётом 1:0 над казахстанским «Актобе», но в ответном поединке уступил с результатом 0:2 и вылетел из турнира.

## Достижения
- Обладатель Кубка Норвегии: 2012